# Evangelische Kirche Humpolec

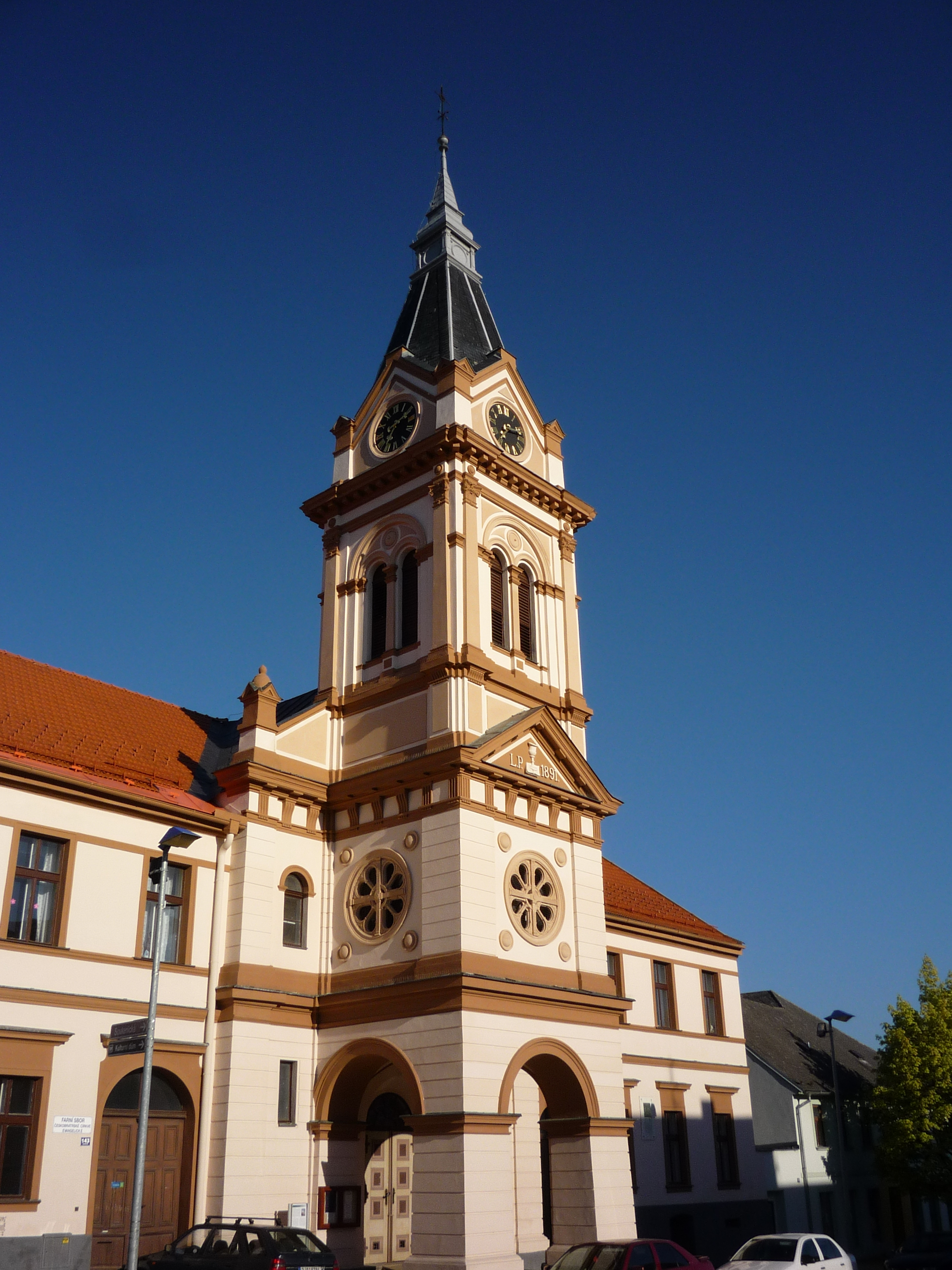
Evangelische Kirche Humpolec

Die Evangelische Kirche (tschechisch: Evangelický kostel) ist ein evangelischer Kirchenbau in Humpolec (deutsch Humpoletz), einer Stadt in Tschechien am Nordwestrand der Böhmisch-Mährischen Höhe.

## Geschichte
Mit dem Erlass des josephinischen Toleranzpatents von 1781 hatte Humpoletz die Erlaubnis zur Gründung einer evangelischen Gemeinde erhalten, so dass 1785 der Bau der Toleranzkirche in Ortsrandlage durchgeführt werden konnte. Erst mit dem 1861 erlassenen Protestantenpatent von Kaiser Franz Joseph I. wurde der Gemeinde die Errichtung eines regelrechten Kirchenbaus im Ortszentrum gestattet. Die Finanzierung des von Pfarrhaus und Schule flankierten Kirchenbaus wurde durch Spenden des Gustav-Adolf-Vereins ermöglicht. Die Einweihung der nach Plänen von J. Martin errichteten Kirche fand 1862 statt, der Bau des von J. Blecha aus Karlín in Neorenaissanceformen entworfenen Kirchturms erfolgte schließlich 1891.